# Maywand (huyện)
Maywand là một huyện thuộc tỉnh Kandahar, Afghanistan. Dân số thời điểm năm 1999 là 55,463 người.